# Arendal

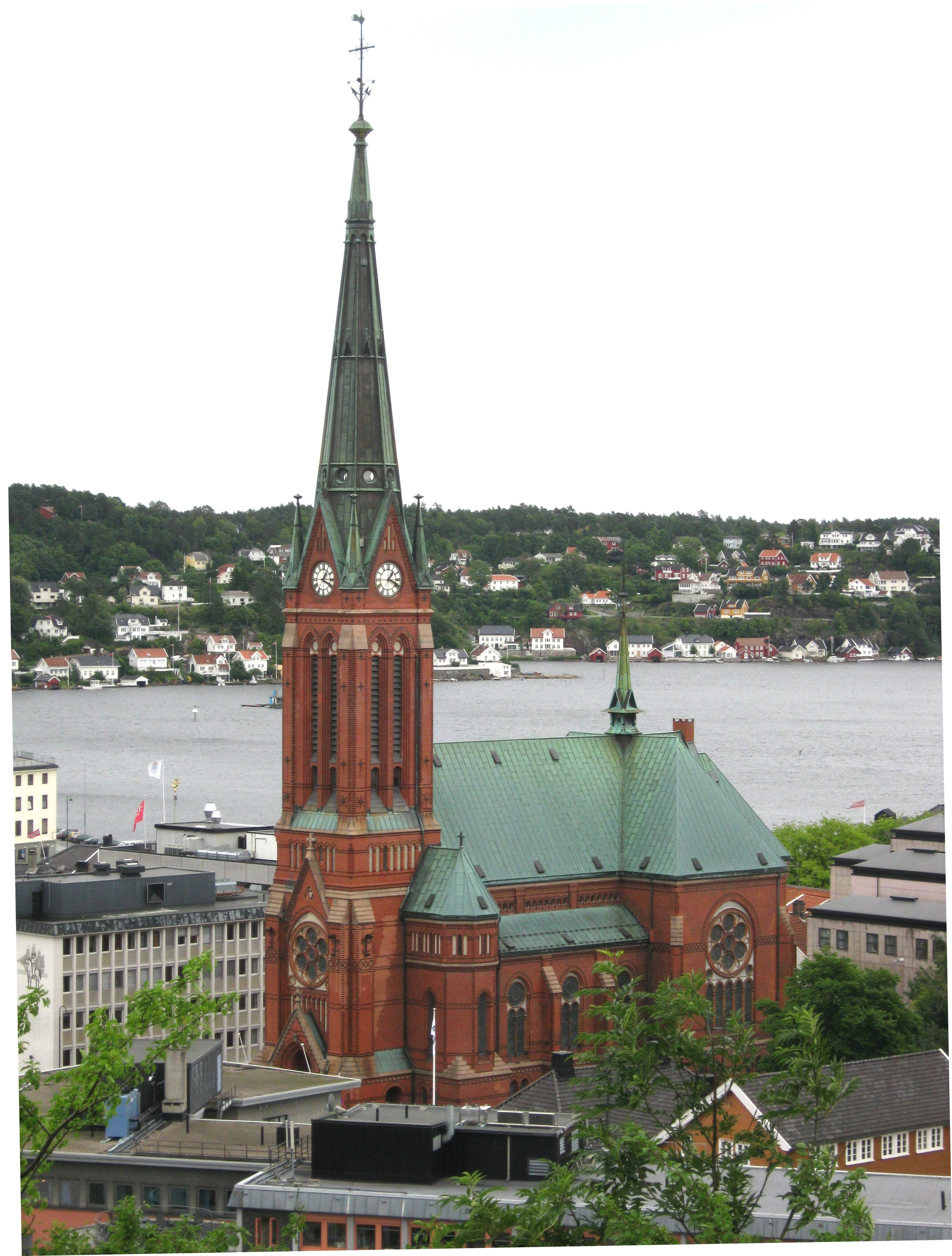
Iglesia de la Trinidad en Arendal

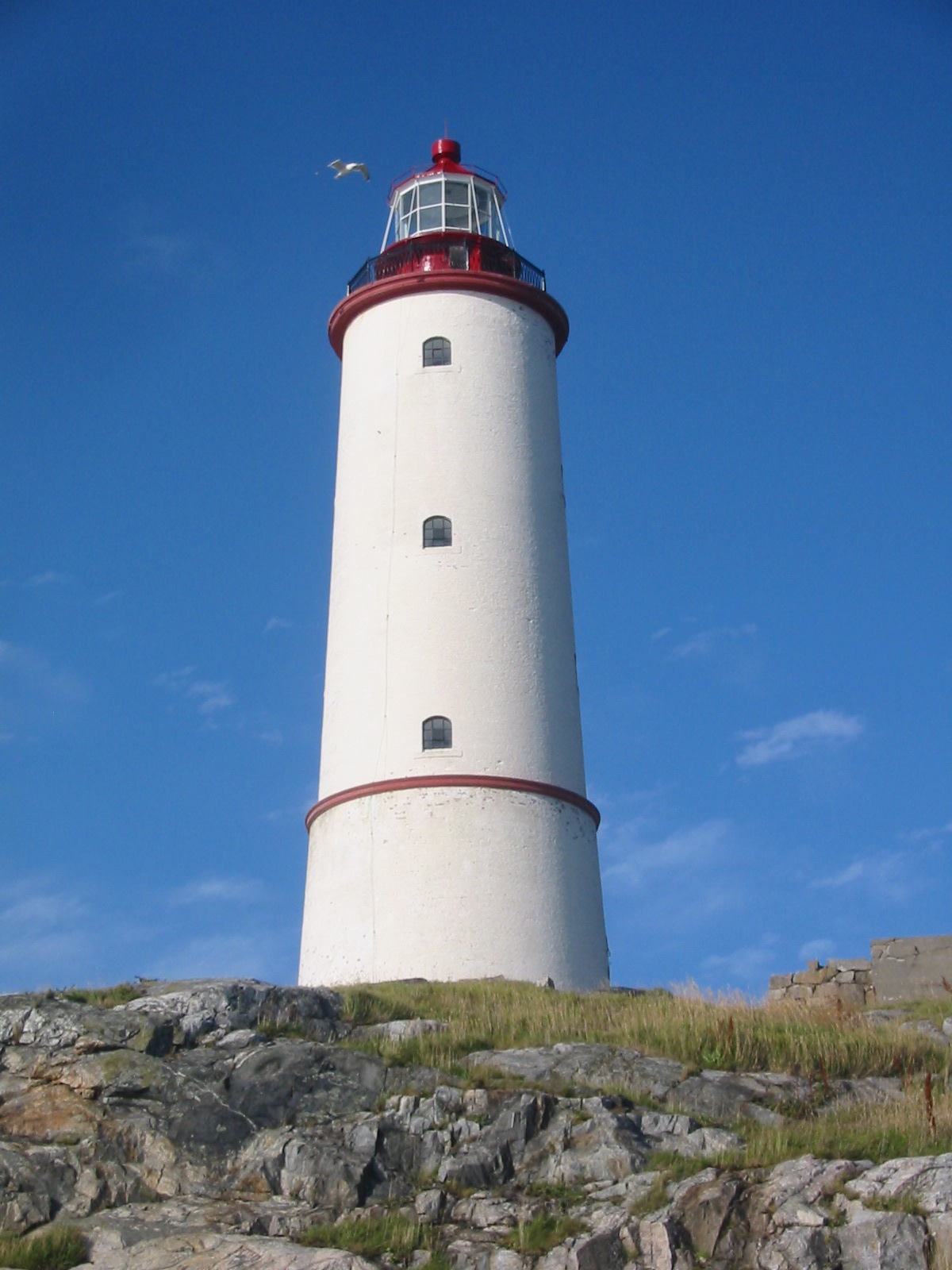
Faro Little Torungen

Arendal es una ciudad y municipio de la provincia de Agder, Noruega, en la región de Sørlandet. Es el centro administrativo de la provincia y limita al sudoeste con Grimstad, al noroeste con Froland y al noreste con Tvedestrand. En el censo de 2015 contaba con una población de 44 219 habitantes.

## Turismo
Arendal se ufana de tener el mejor clima de toda Noruega y una envidiable costa con múltiples islas de poca superficie. Es una ciudad muy popular para los turistas y tiene una vida nocturna muy activa en el verano

### Lugares de interés

#### El faro "Little Torungen"
Está situado en una pequeña isla fuera de Arendal. El faro mide 28,9 metros de alto. La estación fue establecida al mismo tiempo que el faro "Large Torungen" y tiene una conexión funcional y visual con el mismo. Los faros Little y Large Torungen fueron hechos como faros gemelos, y ambos se encuentran en la línea de desembarco de Arendal. La estación está fuera de servicio desde 1914.

#### El faro "Store Torungen"
Se encuentra en una isla fuera de Arendal. Fue construido en 1844 y electrificado en 1914. Mide 34,3 metros de alto y contiene una lente de segundo orden. Es una estación relativamente grande para los estándares del país. Se puede alcanzar mediante un viaje de 55 minutos en bote del centro de la ciudad. El faro sigue en uso.

#### Merdø
La isla de Merdø es una de las más lejanas de la costa. Localizada frente al Skagerrak, fue un puerto de grandes exportaciones en los siglos XVII y XVIII. En la actualidad posee un museo, un kiosco, numerosas playas y un bello escenario. Hay un servicio regular de botes que va desde Pollen a la isla cada día durante el verano.

#### Pollen
Es el corazón de Arendal, puerto interno, donde se puede encontrar pescadores vendiendo cangrejo, el mercado de pescado, pubs, restaurantes, plazas y bancas para descansar.

#### Tyholmen
Justo en el centro de la ciudad se encuentra un área con casas de madera del siglo XVII. Esta área es llamada Tyholmen, y es lo que queda de viejas construcciones que fueron destruidas por los grandes incendios que esta ciudad tuvo durante el siglo XIX. Pasar media hora en Tyholmen disfrutando de la arquitectura e imaginando como las cosas deben haber sido cuando había canales entre las casas en vez de calles. Seguir las calles Nedre Tyholmen y Øvre Tyholmen, y ver como vivían tanto los ricos como los de clase media.

### Festivales
La institución "Canal Street - Arendal Jazz and Blues" fue establecida en 2001, pero el festival existe desde 1996, en esos tiempos con el nombre de Arendal Jazz and Blues Festival. La popularidad del festival ha ido en aumento. Desde 2007 también se celebra el Hovefestivalen, un festival que reúne a grandes bandas de rock de la escena mundial.

## Transporte
Aparte de ser una ciudad portuaria, Arendal está inmediatamente al sureste de la autopista E18. La línea Arendalsbanen va a Nelaug, donde se conecta con Sørlandsbanen.

## Historia
Arendal fue fundada a mediados del siglo XVI con el nombre de Arendall. Entonces no tenía la calidad de ciudad.
Cuando el rey Cristián IV fundó Kristiansand en 1641, le dio a sus ciudadanos un monopolio en todos los rubros de comercio de Aust-Adger y Vest-Agder. La intención era subsidiar a la ciudad y sus fortificaciones, poniendo a las ciudades preexistentes en una posición difícil. Ambas ciudades y sus comerciantes protestaron por los problemas que causó. Como resultado, Arendal recibió el permiso real en 1622 para continuar como un lugar de carga de madera hasta que se pudiera transferir su comercio a Kristiansand. 
La ciudad consiguió privilegios de comercio en 1723. Sin embargo, los comerciantes de los distritos de alrededor, que por ley debían vender su mercancía solo en Arendal, empezaron a contrabandear sus bienes en trineos, para venderlos en Dinamarca y en la región báltica. 
Ello continuó hasta 1735, cuando Arendal recibió el permiso legal completo. Combinado con las imposiciones danesas del monopolio en las importaciones del maíz, causó gran pobreza y hambruna entre las personas en los distritos de los alrededores, llevando a muchas rebeliones famosas.  
Como resultado de las rebeliones, la época de privilegios para ciudades como Kristiansand y Arendal tuvo un término aparente en 1768 por una proclamación real. Pero los problemas no terminaron ahí; un granjero, Kristian Jensson Lofthus, en Vestre Moland lideró una rebelión en 1786 que resultó en que el gobierno aboliera algunas de las políticas de comercio más represivas. Lofthus fue capturado y murió en prisión. Los cargos contra Lofthus fueron que debía maíz y otros bienes en perjuicio de los privilegios de Arendal.  
El intercambio de bienes, la construcción de barcos y el intercambio de madera, como también la minería y los trabajos en hierro eran importantes ramas de la industria de la provincia de Aust-Agder por muchos siglos, especialmente en la región de Arendal. En 1880 era el puerto de mayor capacidad de la zona. A finales del siglo XIX, Arendal fue reconocido como centro portuario de gran importancia, y en 1939 tenía la cuarta flota más grande de transportadores de aceites y petróleo de Noruega; solo Oslo, Bergen y Stavanger eran más grandes.
Hoy en día, la ciudad tiene una pequeña producción de barcos, industrias mecánicas y electrónicas, como también una de más grandes refinadoras de carburo de silicio del mundo. Igualmente, se sabe que en esta ciudad está basado el reino de la película de Disney Frozen (aunque los paisajes de la película fueron filmados en otro pueblo en Noruega llamado Geirangerfjord).

## Clima
Arendal tiene un clima templado costero, con un invierno relativamente suave y corto y un verano moderadamente cálido para el promedio noruego. Hay una influencia reguladora bastante benigna desde el mar abierto, incluso en invierno, por lo que aun en esa época la temperatura es relativamente alta. Normalmente el mes más frío es febrero, con un promedio de -0,8 °C, y julio el más caluroso, con 15,5 °C. Por otro lado, octubre suele ser el de mayor precipitación con 112 mm y abril el de menor con 42 mm.
A pesar de ello, las fuertes nevadas invernales son comunes en el municipio. La temperatura media anual es de 7,2 °C y la precipitación media anual es de 1010 mm.
| Parámetros climáticos promedio de Arendal | Parámetros climáticos promedio de Arendal | Parámetros climáticos promedio de Arendal | Parámetros climáticos promedio de Arendal | Parámetros climáticos promedio de Arendal | Parámetros climáticos promedio de Arendal | Parámetros climáticos promedio de Arendal | Parámetros climáticos promedio de Arendal | Parámetros climáticos promedio de Arendal | Parámetros climáticos promedio de Arendal | Parámetros climáticos promedio de Arendal | Parámetros climáticos promedio de Arendal | Parámetros climáticos promedio de Arendal | Parámetros climáticos promedio de Arendal |
| Mes                                       | Ene.                                      | Feb.                                      | Mar.                                      | Abr.                                      | May.                                      | Jun.                                      | Jul.                                      | Ago.                                      | Sep.                                      | Oct.                                      | Nov.                                      | Dic.                                      | Anual                                     |
| ----------------------------------------- | ----------------------------------------- | ----------------------------------------- | ----------------------------------------- | ----------------------------------------- | ----------------------------------------- | ----------------------------------------- | ----------------------------------------- | ----------------------------------------- | ----------------------------------------- | ----------------------------------------- | ----------------------------------------- | ----------------------------------------- | ----------------------------------------- |
| Temp. media (°C)                          | -2.7                                      | -0.5                                      | 4.5                                       | 10.5                                      | 15.3                                      | 18.2                                      | 20.0                                      | 19.4                                      | 15.5                                      | 10.2                                      | 4.7                                       | 0.1                                       | 9.6                                       |
| Precipitación total (mm)                  | 46                                        | 39                                        | 40                                        | 47                                        | 70                                        | 87                                        | 78                                        | 70                                        | 50                                        | 46                                        | 51                                        | 59                                        | 683                                       |
| Fuente: Climate-Data.org                  |                                           |                                           |                                           |                                           |                                           |                                           |                                           |                                           |                                           |                                           |                                           |                                           |                                           |

## Residentes famosos
- Sam Eyde (1866-1940), empresario industrial